# Gentoo Cove
Die Gentoo Cove (englisch für Eselspinguinbucht) ist eine kleine Bucht im Grahamland der Antarktischen Halbinsel. Am Ende der Trinity-Halbinsel liegt sie als Nebenbucht der Hope Bay am Eingang zum Five Lakes Valley.
Polnische Wissenschaftler benannten sie nach der Kolonie von Eselspinguinen (Pygoscelis papua, englisch gentoo penguin) am Ufer der Bucht.